# 오차드역

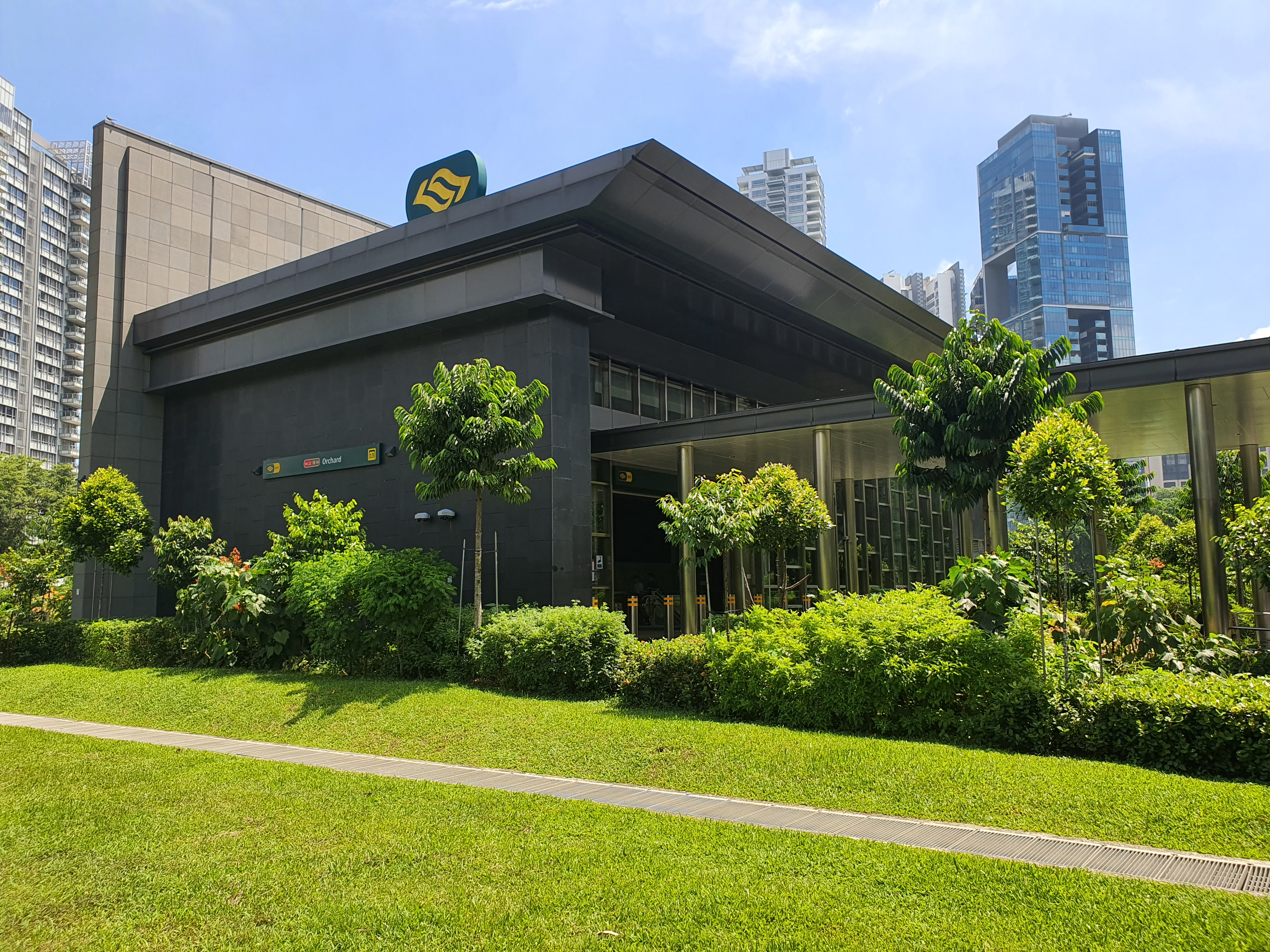

오차드역(Orchard MRT station)은 싱가포르의 노스 사우스(NSL) 및 톰슨-이스트 코스트(TEL) 노선에 있는 지하 MRT(Mass Rapid Transit) 환승역이다. 오차드 블러버드를 따라 ION 오차드 아래에 위치한 이 역은 리아트 타워(Liat Towers), 니안 시티, 휠락 플레이스, 위스마 아트리아 및 쇼 하우스 등 오차드 로드 쇼핑 지구의 다양한 상업 및 소매 개발을 담당한다.
처음에는 스코츠역(Scotts)으로 발표되었으나 오차드 블러버드로 이름이 바뀌었고 이후에는 오차드로 이름이 바뀌었다. 이 역은 1982년 원래 MRT 네트워크의 초기 계획에 포함되었으며, 1987년 12월 12일 NSL 확장의 일부로 아우트램파크역으로 개통되었다. 2012년 8월에는 오차드역이 MRT 역과의 환승역 역할을 할 것이라고 발표되었다. 전화번호 당초 2021년에 완료될 것으로 예상되었던 TEL 플랫폼은 TEL 3단계(TEL3)의 일부로 2022년 11월 13일에 개장했다.
오차드역의 디자인은 방사형 화강암 바닥 디자인과 원형 중앙 홀을 통합하여 초기 MRT 네트워크의 전시물로 의도되었다. TEL 플랫폼은 통근자의 움직임을 반영하는 머리 위 일련의 스테인레스 스틸 패널을 특징으로 한다. MRT 네트워크의 아트 인 트랜싯 프로그램의 일환으로 이 역에는 민티오의 ION 스카이의 스코츠로드/오차드로드(Scotts Road/Orchard Road)가 있다.